# Peledsik
Peledsik (Coregonus peled) är en fiskart i släktet sikar bland laxfiskarna. Enligt Catalogue of Life ingår storskallesiken i släktet Coregonus, och familjen laxfiskar, men enligt Dyntaxa är tillhörigheten istället släktet Coregonus, och familjen sikfiskar. IUCN kategoriserar arten globalt som livskraftig. Arten förekommer tillfälligt i Sverige, men reproducerar sig inte. Inga underarter finns listade.
Storskallesiken i Storvindeln har tidigare ansetts vara en variant av peledsik, men DNA-studier har visat att det inte stämmer.

## Kännetecken
Fisken liknar med sin långsträckta form andra sikar men kroppen är mera tillplattad och ryggen är högre än hos andra arter i släktet Coregonus. Peledsiken kan nå en vikt över 5 kilogram men utanför Sibirien är den betydligt lättare.

## Utbredning
Artens ursprungliga utbredningsområde var större floder och sjöar i norra Sibirien. Den infördes i östeuropeiska stater vid Östersjön och förekommer numera i flera sötvattenområden kring Östersjön.

## Levnadssätt
Födan utgörs främst av ryggradslösa smådjur (plankton) och i viss mån även av mindre fiskar (sibiriska populationer). Pedelsiken leker mellan september och november ofta på stora djup. Varje hona lägger upp till 105 000 ägg.